# Сакс Гордон
Сакс Гордон (англ. Sax Gordon, настоящее имя Гордон Бидл (англ. Gordon Beadle); 12 ноября 1965 года, Дейвис , Калифорния, США) — американский саксофонист, автор песен, продюсер. Многократный номинант Blues Music Awards в номинации «Блюзовый инструменталист — духовые инструменты» (2001, 2002, 2004—2006, 2013—2017, 2023) . 

## Биография
Сакс Гордон родился в Калифорнии в 1965 году. Со второго класса школы учился играть на фортепиано и к пятому классу умел играть в достаточной степени, чтобы участвовать в школьной группе. В это время ему захотелось играть на саксофоне, как говорит сам музыкант: «Понятия не имею, почему» .
В последних классах школы играл гаражных группах, церковных группах, джазовых комбо . Профессиональную карьеру начал случайно, зайдя с саксофоном в бар Sam's Hof Brau в Сакраменто ещё будучи несовершеннолетним. В тот момент там готовилась к выступлению группа блюзмена Джонни Хартсмана, и какой-то старик, которого Гордон принял за члена группы, сказал ему «Доставай свою трубу!». Гордон достал саксофон, и Хартсман со сцены сказал: «Что ты делаешь? Это же не вечер джема». В этот раз выступление Гордона не состоялось, но он набрался смелости, и пришёл на следующий вечер джема. Хартсман, услышав выступление Гордона, нанял его для записи альбома Shine On, который вышел в 1987 году только на кассете . Поступил в Sacramento Community College чтобы стать автомехаником, но вскоре родители отправили Гордона на Восточное побережье в музыкальный колледж Беркли. В Бостоне Гордон быстро познакомился с блюзовым кругом города, куда тогда входили в частности Лютер «Гитар Джуниор» Джонсон (Гордон играл с ним с 1987 по 1992 год), Мэтт «Гитар» Мёрфи и Тони Линн Вашингтон. Когда Рон Леви открыл в 1991 году в Бостоне Bullseye Blues, Сакс Гордон стал домашним саксофонистом этой студии. Также в тот период недолгое время играл с Roomful of Blues и Дьюком Робиллардом, записавшись с ним, затем работал в домашней группе открывшегося клуба House of Blues.
C 1990 ведёт карьеру сессионного саксофониста. Он записывался в течение карьеры на релизах таких исполнителей, как Чемпион Джек Дюпри, Чарльз Браун, Смокин Джо Кубек, Энсон Фандерберг, Дьюк Робиллард, Роско Гордон, Джимми Уизерспун, Чак Баррелхаус, Ким Уилсон, Джуниор Уотсон, Дайуна Гринлиф, Ник Мосс. Также как сессионный участник гастролировал по всему миру с Дьюком Робиллардом, Тони Линн Вашингтон, Джуниором Уотсоном, Roomful of Blues, Джоном Хэммондом, Соломоном Бёрком и многими другими . 
Свой дебютный альбом Have Horn Will Travel записал на Bullseye Blues в 1998 году с участием в частности таких музыкантов, как Дьюк Робиллард и Порки Коэн. На втором альбоме You Knock Me Out записался Шуга Рэй Норча. В 2001 году Сакс Гордон получил свою первую номинацию «Блюзовый инструменталист — духовые инструменты» на Blues Music Awards. В дальнейшем Сакс Гордон продолжал регулярно выпускать как своим собственные альбомы, так и альбомы в коллаборации, много работал с саксофонистом Roomful of Blues Дагом Джеймсом. 
«В своих сольных релизах Гордон ведет своих товарищей по группе через различные стили, которые по-разному попадают где-то между джазом и блюзом» .
«С поддержкой Лютера [Джонсона] Гордон продолжил развивать свой фирменный стиль — дикий и захватывающий саксофон, вдохновленный блюзом, соулом, джазом и рок-н-роллом» .

## Дискография
- Sax Gordon: Have Horn Will Travel (Bullseye Blues, 1998)
- Sax Gordon: You Knock Me Out (Bullseye Blues & Jazz, 2000)
- Sax Gordon with Andrew Clark: Tips And Techniques For Two Horns (Saxophone Journal, 2002)
- Sax Gordon: Live At Sax Blast (Rounder Europe, 2004)
- Sax Gordon, Doug James: Doug James & Sax Gordon (Doug James & Sax Gordon, 2005)
- Doug James, Sax Gordon: Swing Jump Jive (North Star Records, 2005)
- Sax Gordon & Doug James:Jolly Jump Jive: A Swingin' Rockin' Goodtime Christmas (North Star Records, 2007)
- Donny Nichilo Featuring Sax Gordon: Long Way From Chicago (Chico Blues, 2011)
- Sax Gordon: Showtime! (Continental Blue Heaven, 2012)
- Sax Gordon: In The Wee Small Hours (Delmark Records, 2014)
- Sax Gordon & Lluís Coloma: RacanRol (Swing Alley, 2014)
- Dave Weld & The Imperial Flames with Special Guests Bobby Rush, Greg Guy, Sax Gordon: Slip Into A Dream (Delmark Records, 2015)
- Kai Strauss Featuring Special Guests: Mike Wheeler, Tommie Harris, Tony Vega, Sax Gordon, Big Pete: I Go By Feel (Continental Blue Heaven, 2015)
- Doug Deming & The Jewel Tones with Special Guests Kim Wilson, Little Charlie Baty, Sax Gordon, Bob Welsh:  Complicated Mess (EllerSoul Records, 2018)
- Sax Gordon: Rock & Roll Lives Here (Gotta Have Records, 2018)
- Sax Gordon: Extreme Sax! (Gotta Have Records, 2021)